# Accords parfaits
Accords parfaits (僕が唄うと君は笑うから, Boku ga utau to, kimi wa warau kara), est un manga de Natsuki Takaya composé de cinq récits sortis en 1998 au Japon et en 2007 en France chez Akata.

## Sypnosis
Les cinq histoires courtes sont présentées dans un seul volume.

### Accords Parfaits
Atsushi, ténébreux chanteur d'un groupe pop est peu sociable… Ce qui n'a jamais empêché la charmante Anzu de lui adresser spontanément la parole. Mais depuis qu'elle a été victime de brimades, la jeune fille a perdu sa joie de vivre. Atsushi décide de lui redonner confiance grâce à la musique.

### Ding Dong
Chisato vient de perdre son père qui ne lui avait jamais accordé beaucoup d'intérêt. Elle vit à présent avec sa très jeune belle-mère qui la considère comme sa fille. Malgré cet amour, elle a peur d'être un fardeau d'autant plus qu'elle découvre que son père en vérité l'aimait plus qu'elle ne l'imaginait…

### La voix de mon cœur
Shu Inagaki est un jeune violoniste d'une prestigieuse école de musique, idolâtré par ses professeurs et ses proches, mais jalousé par les autres élèves qui affirment que son talent n'est dû qu'à ses parents célèbres, violonistes également. Ne prêtant aucune attention aux rumeurs, il se prend d'affection pour Futaba une jeune prodige maltraitée par les élèves de sa classe.

### Double Jeu
Tachibana vit seul lorsque sa demi-sœur imposante fait une fugue pour venir chez lui et semer la pagaille entre lui et sa petite amie qu'elle ne supporte pas.

### Princesse des Ténèbres
Une parodie déjantée de Blanche Neige, revisitée par les personnages de Ceux qui ont des ailes.